# 2000년 하계 올림픽 테니스
2000년 하계 올림픽 테니스는 2000년 하계 올림픽의 정식 종목으로 진행된 올림픽 테니스 경기로 2000년 9월 19일부터 28일까지 시드니 올림픽 공원 테니스 센터에서 열렸다.

## 메달 집계

### 메달리스트
| 남자 단식 자세히 | 예브게니 카펠니코프 · 러시아                   | 토미 하스 · 독일                                       | 아르노 디 파스쿠알 · 프랑스                      |  |  |  |
| 남자 복식 자세히 | 캐나다 (CAN) · 세바스티앵 라로 · 대니얼 네스터 | 오스트레일리아 (AUS) · 토드 우드브리지 · 마크 우드퍼드 | 스페인 (ESP) · 알렉스 코레트하 · 알베르트 코스타 |  |  |  |
|                  |                                                |                                                        |                                                  |  |  |  |
| 여자 단식 자세히 | 비너스 윌리엄스 · 미국                         | 옐레나 데멘티예바 · 러시아                             | 모니카 셀레스 · 미국                             |  |  |  |
| 여자 복식 자세히 | 미국 (USA) · 비너스 윌리엄스 · 세리나 윌리엄스 | 네덜란드 (NED) · 크리시 보허르트 · 미리암 오레만스     | 벨기에 (BEL) · 엘스 칼런스 · 도미니크 판 로스트  |  |  |  |